# 1978-as labdarúgó-világbajnokság-selejtező (CAF)
Az 1978-as labdarúgó-világbajnokság selejtezőjének CAF-zónájában összesen 26 nemzet versenyzett az 1 világbajnoki helyért. A Közép-afrikai Köztársaság, Szudán és Tanzánia visszalépett, így az ellenfeleik játék nélkül jutottak a következő fordulóba.

## Lebonyolítás
- Selejtezőkör: 4 csapat előselejtezőt játszott és a párharcok győztesei bejutottak az első fordulóba.
- Első forduló: a 24 csapatot összepárosították, és oda-visszavágós alapon döntötték el a továbbjutó helyek sorsát. Zaire, Kenya és Uganda játék nélkül jutott be a második fordulóba.
- Második és harmadik forduló: a továbbjutó csapatok ugyanúgy egyenes kieséses rendszerben kerültek összepárosításra és a párharcok győztesei bejutottak a következő fordulóba.
- Negyedik forduló: A 3 legjobb csapat került be, ahol egyenes kieséses rendszerben, oda-visszavágós alapon, hazai pályán és idegenben is megmérkőztek és a győztes kijutott az 1978-as világbajnokságra.

## Selejtezőkör
| 1. csapat    | Össz.Tooltip Aggregate score | 2. csapat  | 1. mérk. | 2. mérk. |
| ------------ | ---------------------------- | ---------- | -------- | -------- |
| Sierra Leone | 6–3                          | Niger      | 5–1      | 1–2      |
| Felső-Volta  | 3–1                          | Mauritánia | 1–1      | 2–0      |

## Első forduló
| 1. csapat    | Össz.Tooltip Aggregate score | 2. csapat                 | 1. mérk. | 2. mérk. |
| ------------ | ---------------------------- | ------------------------- | -------- | -------- |
| Algéria      | 1–0                          | Líbia                     | 1–0      | 0–0      |
| Marokkó      | 2–2 (t. 2–4)                 | Tunézia                   | 1–1      | 1–1      |
| Togo         | 2–1                          | Szenegál                  | 1–0      | 1–1      |
| Ghána        | 3–5                          | Guinea                    | 2–1      | 1–2      |
| Sierra Leone | 2–6                          | Nigéria                   | 0–0      | 2–6      |
| Kongó        | 4–2                          | Kamerun                   | 2–2      | 2–0      |
| Felső-Volta  | 1–3                          | Elefántcsontpart          | 1–1      | 0–2      |
| Egyiptom     | 5–1                          | Etiópia                   | 3–0      | 1–1      |
| Zambia       | 5–0                          | Malawi                    | 4–0      | 1–0      |
| Zaire        | játék nélkül1                | Közép-afrikai Köztársaság | —        | —        |
| Kenya        | játék nélkül2                | Szudán                    | —        | —        |
| Uganda       | játék nélkül3                | Tanzánia                  | —        | —        |

1 A Közép-afrikai Köztársaság visszalépett.
2 Szudán visszalépett.
3 Tanzánia visszalépett.

## Második forduló
| 1. csapat        | Össz.Tooltip Aggregate score | 2. csapat | 1. mérk. | 2. mérk. |
| ---------------- | ---------------------------- | --------- | -------- | -------- |
| Tunézia          | 3–1                          | Algéria   | 2–0      | 1–1      |
| Togo             | 1–4                          | Guinea    | 0–2      | 1–2      |
| Elefántcsontpart | 6–3                          | Kongó     | 3–2      | 2–1      |
| Kenya            | 0–1                          | Egyiptom  | 0–0      | 0–1      |
| Uganda           | 3–4                          | Zambia    | 1–0      | 2–4      |
| Nigéria          | játék nélkül1                | Zaire     | —        | —        |

1 Zaire visszalépett.

## Harmadik forduló
| 1. csapat | Össz.Tooltip Aggregate score | 2. csapat        | 1. mérk. | 2. mérk. |
| --------- | ---------------------------- | ---------------- | -------- | -------- |
| Guinea    | 2–3                          | Tunézia          | 1–0      | 1–3      |
| Nigéria   | 6–2                          | Elefántcsontpart | 4–0      | 2–2      |
| Egyiptom  | 2–0                          | Zambia           | 2–0      | 0–0      |

## Negyedik forduló
| Hely. | Csapat   | M | Gy | D | V | G+ | G– | Gk | P |                                      |     | Tunézia | Egyiptom | Nigéria |
| ----- | -------- | - | -- | - | - | -- | -- | -- | - | ------------------------------------ | --- | ------- | -------- | ------- |
| 1.    | Tunézia  | 4 | 2  | 1 | 1 | 7  | 4  | +3 | 5 | Kijutott az 1978-as világbajnokságra |     | —       | 4–1      | 0–0     |
| 2.    | Egyiptom | 4 | 2  | 0 | 2 | 7  | 11 | −4 | 4 |                                      |     | 3–2     | —        | 3–1     |
| 3.    | Nigéria  | 4 | 1  | 1 | 2 | 5  | 4  | +1 | 3 |                                      | 0–1 | 4–0     | —        |         |

## Kijutott csapatok
Az alábbi csapat jutott ki a CAF-zónából az 1978-as labdarúgó-világbajnokságra.
| Csapat  | Kijutás               | Kijutás dátuma     | Korábbi részvételek a világbajnokságon |
| ------- | --------------------- | ------------------ | -------------------------------------- |
| Tunézia | A 4. forduló győztese | 1977. december 11. | 0 (debütálás)                          |

## Külső hivatkozások
- 1978 FIFA World Cup qualification (CAF). soccer365
- World Cup 1978 Qualifying - Africa. rsssf.org